# 1840 en musique
| \| • Retour à la chronologie générale de la musique populaire • \| |
| XXIe siècle • XXe siècle • XIXe siècle • XVIIIe siècle XVIIe siècle • XVIe siècle • XVe siècle • XIVe siècle XIIIe siècle • XIIe siècle • XIe siècle • Xe siècle IXe siècle • VIIIe siècle • Haut Moyen Âge • Rome • Grèce |
| • Retour à la chronologie générale de la musique populaire • |

| • Retour à la chronologie générale de la musique populaire • |

| Années de la musique populaire : 1837 - 1838 - 1839 - 1840 - 1841 - 1842 - 1843    |
| Décennies de la musique populaire : 1810 - 1820 - 1830 - 1840 - 1850 - 1860 - 1870 |

## Événements et œuvres
- Edward Bunting, The Ancient Music of Ireland, arranged for the piano forte. To whieh is prefixed a dissertation on the irish harp and harpers including an account of the old melodies of ireland, Dublin, Hodges and Smith.
- Victor Gelu, Chansons provençales et françaises, Marseille, Senès, 140 p.[1].
- 16 mai : inauguration de la nouvelle salle de l'Opéra-Comique, place Boieldieu[2].

## Naissances
- 2 février : Louis-Albert Bourgault-Ducoudray, chef d'orchestre et compositeur français d'origine bretonne, qui s'est consacré à faire renaître et reconnaître les musiques traditionnelles de toutes les régions d'Europe († 14 juillet 1910).
- 26 février : Rosa Bordas, chanteuse française, morte en 1901.
- 17 mars : Libert, chanteur français († 15 novembre 1896).
- 19 mars : Merced Fernández Vargas dite La Serneta, chanteuse de flamenco réputée pour ses soleares, morte en 1912.
- 14 juin : Frédéric Bentayoux, compositeur français, auteur de la marche Alsace et Lorraine.
- 28 août : Ira Sankey, chanteur et compositeur de gospel américain († 13 août 1908).
- 28 septembre : Ernest Chebroux, poète, chansonnier, compositeur et goguettier français († 2 décembre 1910).
- 26 octobre : Bourgès, chansonnier français, mort en 1901.

- Date précise inconnue :
  - Paco El Barbero, nom de scène de Francisco Sánchez Cantero, guitariste espagnol de flamenco, mort en 1910.